# تام بیلی (بازیکن فوتبال، زاده ۱۹۲۱)
تام بیلی (انگلیسی: Tom Bayley; ۲۵ ژوئن ۱۹۲۱ – ۱۹۹۶ (۷۴−۷۵ سال)) بازیکن فوتبال بود.
از باشگاه‌هایی که در آن بازی کرده‌است می‌توان به باشگاه فوتبال ورکسام اشاره کرد.